# Heinrich-Böll-Haus

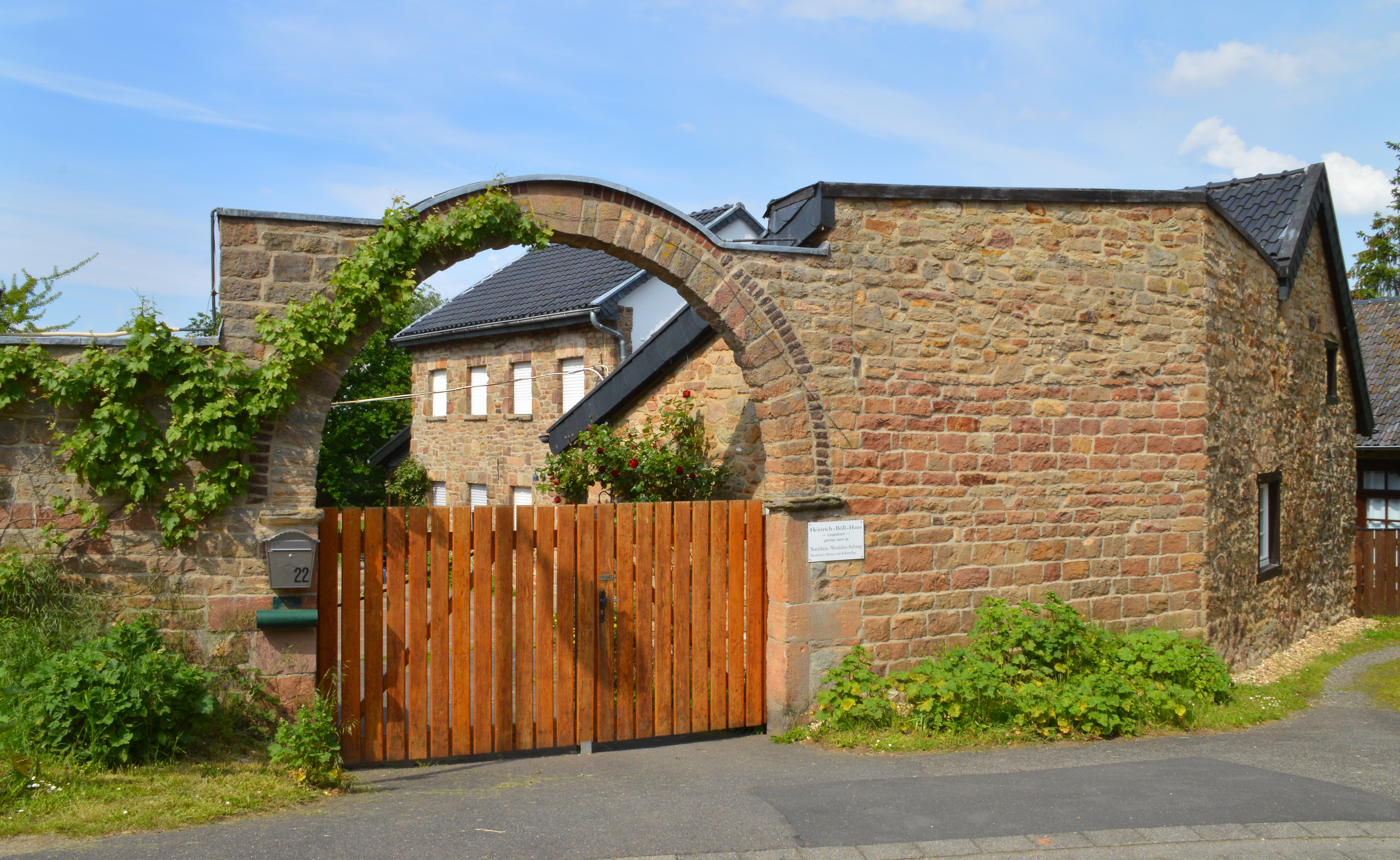
Eingang zum Heinrich-Böll-Haus

Das Heinrich-Böll-Haus in Langenbroich (Gemeinde Kreuzau) im Kreis Düren. Es ist das ehemalige Sommerhaus des Schriftstellers und Nobelpreisträgers Heinrich Böll und seiner Familie. Es dient seit seiner Einweihung am 9. Juni 1991 als Zufluchtsstätte und Stipendiatenhaus für Autoren und Künstler aus aller Welt.

## Geschichte
Das Heinrich-Böll-Haus ist eine denkmalgeschützte Hofanlage aus dem 17. Jahrhundert, die von Heinrich Böll in den 1960er Jahren als Ferienhaus erworben wurde. Hier fand der Dichter die notwendige Ruhe für die Arbeit an seinen Romanen und – meist gemeinsam mit seiner Ehefrau Annemarie Böll – Übersetzungen.
Da die Behörden nach entsprechenden Andeutungen der Springer-Presse vermuteten, dass gesuchte RAF-Mitglieder bei Heinrich Böll Unterschlupf finden könnten, wurde am 1. Juni 1972 eine polizeiliche Hausdurchsuchung vorgenommen. Berühmt wurde das Haus außerdem im Februar 1974, als sich der russische Dichter Alexander Issajewitsch Solschenizyn nach seiner Ausbürgerung aus der Sowjetunion hier, weitgehend unbehelligt von den Medien, zurückziehen konnte.
Heinrich Böll verstarb hier nach langer Krankheit im Jahr 1985, Annemarie Böll im Jahr 2004. Im Roman Fürsorgliche Belagerung (1979)  hat der Autor dem Ort Langenbroich ein literarisches Denkmal gesetzt; ebenso in seinen Essays You enter Germany (1966), Die Juden von Drove (1982) und Lauter Belästigungen (1985).

## Stipendiatenhaus
1989 gründete die Böll-Familie mit einigen Autorenkollegen, der Heinrich-Böll-Stiftung, der Stadt Düren und der Gemeinde Kreuzau den Verein Heinrich-Böll-Haus Langenbroich e.V. Ziel war es, einen Freiraum für Schriftsteller, Komponisten, bildende Künstler und solche anderer Sparten zu schaffen, die oft in ihrer Heimat politischen Verfolgungen ausgesetzt sind oder waren und hier für einen begrenzten Zeitraum ungestört arbeiten dürfen. Den Gründungsvorstand bildeten Annemarie Böll, Dieter Kühn und Josef Vosen; später gehörten Viktor Böll, Karin Clark, Eckhard Creutz, Godula Faupel, Sybille Haußmann und Herbert Schmidt dem Vorstand an. Derzeitiger Vorsitzender ist Paul Larue (Stand 2017)
Mit einer Förderung der NRW-Stiftung und nach Plänen von Vincent Böll wurde das Haus umgebaut. „Der Neubau wurde geteilt, die westliche Hälfte blieb Annemarie Böll vorbehalten – in diesem Bereich auch Bölls Arbeitszimmer so, wie er es verlassen hatte, die Cordjacke hängt noch über der Stuhllehne“, erinnert sich Dieter Kühn. Es entstanden vier Gästewohnungen: eine Atelierwohnung, ein Appartement und zwei familientaugliche Wohnungen.
Erster Gast noch vor der offiziellen Eröffnung war im Juni 1990 der kurdische Schriftsteller Abdul Kadir Konuk. Im Juni 1991 fand anlässlich der Eröffnung unter dem Titel Literaturen in der Sowjetunion ein deutsch-russisches Schriftstellertreffen statt. Rund 140 Stipendiaten aus Afrika, Asien, Lateinamerika, Ost- und Südosteuropa waren inzwischen zu Gast in Langenbroich. Bevorzugt werden Autorinnen und Autoren aus Ländern, in denen die Arbeitsbedingungen politisch und ökonomisch erschwert sind, in denen Publikationsmöglichkeiten behindert oder gar verhindert werden. Die Wohnungen werden den Stipendiaten in einem Zeitraum von vier bis sechs Monaten mietfrei zur Verfügung gestellt; ein Stipendium sorgt in dieser Zeit für den nötigen Unterhalt. Das Land Nordrhein-Westfalen unterstützt die Künstlerhilfe durch den Heinrich-Böll-Fonds des Landes NRW. An die Bevölkerung appelliert der Verein, Patenschaften zu übernehmen.
Die künstlerische Arbeit der Stipendiaten ist in Veröffentlichungen der Heinrich-Böll-Stiftung dokumentiert. Der Verein bemüht sich außerdem um die Vermittlung von Lesungen, Diskussionsveranstaltungen, Seminaren und Ausstellungen, die über die kulturelle und politische Situation in den Heimatländern der Gäste informieren. Zweimal im Jahr entscheidet die Leitung des Hauses über die Vergabe des Stipendiums. Sie arbeitet mit Komitee Writers in Prison des PEN International sowie mit dem Writers-in-Exile-Komitee des PEN-Zentrums Deutschland zusammen.

## Stipendiaten im Heinrich-Böll-Haus seit 1990
- Hasiba Abdulrahman (Syrien)
- Damtoz Andreas (Indonesien)
- Lindita Arapi (Albanien)
- Gagik Babajan (Armenien)
- Vasile Baghiu (Rumänien)
- Zsofia Balla (Ungarn)
- Murat Baltic (Serbien)
- Faraj Bayrakdar (Syrien)
- Mehmet Behluli (Kosovo)
- Sokol Beqiri (Kosovo)
- Uldis Bērziņš (Lettland)
- Hristo Boitchev (Bulgarien)
- David Borowski (Russland)
- Abderrahmane Bouguermouh (Algerien)
- Sargon Boulus (Irak)
- Almelio Calderón Fornaris (Kuba)
- Agim Çavdarbasha (Kosovo)
- Kaća Čelan (Bosnien)
- Lizandro Chávez Alfaro (Nicaragua)
- Gu Cheng (China)
- Nicolae Coande (Rumänien)
- Dora Cojocaru (Rumänien)
- Dragoslav Dedovic (Bosnien)
- Francisco Díaz Solar (Kuba)
- Peng Ding (China)
- Peter Dittmer (Deutschland)
- Milan Djordjevic (Serbien)
- Aleksandar Dimitrijevic (Serbien)
- Maria Dobrewska (Bulgarien)
- Eva Durán (Kolumbien)
- Nawal El Saadawi (Ägypten)
- Aslı Erdoğan (Türkei)
- Jacinta Escudos (El Salvador)
- Ahmad Faal (Iran)
- Ilja Falikov (Russland)
- Xiao Fan (China)
- Ali Ait Ferhat (Algerien)
- Steffen Friede (Deutschland)
- Gu Gan (China)
- Adem Gashi (Kosovo)
- Ivetta  Gerasimchuk  (Russland)
- Hushang Golschiri (Iran)
- Christiane Grosz (Deutschland)
- Leisolla Jalal Habibi (Belarus)
- Zoltan Halasi (Ungarn)
- Ervin Hatibi (Albanien)
- Yi He (China)
- Ajith Herath (Sri Lanka)
- Dorothea Rosa Herliany (Indonesien)
- Sharif Hetata (Ägypten)
- Giselher W. Hoffmann (Namibia)
- Maryam Hosseinzadeh (Iran)
- Li Hou (China)
- Chenjerai Hove (Simbabwe)
- Aftab Husain (Pakistan)
- Ogaga Ifowodo (Nigeria)
- Zeljko Ivankovic (Bosnien)
- Sarita Jenamani (Indien)
- Ismet Jonuzi (Kosovo)
- Abdul Kadir Konuk (Türkei)
- Toni Kan (Nigeria)
- Wladimir Kantor (Russland)
- Zeyenel Abidin Kizilyaprak (Türkei)
- Andrej Kourkov (Ukraine)
- Laszlo Krasnohorkai (Ungarn)
- Reet Kudu (Estland)
- Viatcheslav Kuritsyn (Russland)
- Nermina Kurspahic (Bosnien)
- Abdelhamid Laghouati (Algerien)
- Yuri Larin (Russland)
- Arian Leka (Albanien)
- Lillián Levy (Mexiko/Nicaragua)
- Mufail Limani (Kosovo)
- Bei Ling (China)
- Fatos Lubonja (Albanien)
- Adriana Lucaciu (Rumänien)
- Mohamed Magani (Algerien)
- Admiral Mahic (Bosnien)
- Abbas Maroufi (Iran)
- Rolando Sánchez Mejías (Kuba/Spanien)
- Wang Meng (China)
- Zakaria Mohammad (Palästina)
- Siavosh Mokhtari (Iran)
- Itai Mushekwe (Simbabwe)
- Meja Mwangi (Kenia)
- Fiston Nasser Mwanza (Demokratische Republik Kongo)
- Rachid Nafir (Algerien)
- Nizar Nayouf (Syrien)
- Uche Nduka (Nigeria)
- Mildred Ngesa (Kenia)
- Jörg Niebelschütz (Deutschland)
- Jovan Nikolić (Serbien)
- Yodgor Obid (Usbekistan)
- Josip Osti (Bosnien)
- Marina Palei (Russland)
- Milko Pavlov (Bulgarien)
- Ali Podrimja (Kosovo)
- Anatoli Prevlovsky (Russland)
- Shihua Qiu (China)
- Rexhep Qosja (Kosovo)
- Ales Rasanau (Belarus)
- Elvira Rodriguez Puerto (Kuba)
- Manoucher Safarzadeh (Iran)
- Agus R. Sarjono (Indonesien)
- Jakub Sarwas (Polen)
- Indre Sataite (Litauen)
- Dara Sekulic (Bosnien)
- Adania Shibli (Palästina)
- Sokol Shupo (Albanien)
- Maxwell Sibanda (Simbabwe)
- Anna Sidorenko (Ukraine)
- Hamid Skif (Algerien)
- Valerija Skrinjar-Tvrz (Bosnien)
- Viktor Solomin (Ukraine)
- Maria Steinowa (Bulgarien)
- Patricia Suárez (Kolumbien)
- Amir Talic (Bosnien)
- Boško Tomašević (Serbien)
- Stevan Tontić (Bosnien)
- Jáchym Topol (Tschechien)
- Lothar Trolle (Deutschland)
- Karmella Tsepkolenko (Ukraine)
- Agron Tufa (Albanien)
- Josip Tvrz (Bosnien)
- Amir Valle (Kuba)
- László Végel (Serbien)
- Andrej Volos (Russland)
- Peter Wawerzinek (Deutschland)
- Xu Xing (China)
- Sergei Yakunin (Ukraine)
- Xie Ye (China)
- Zhang Yie (China)
- Salem Zenia (Algerien)
- Visar Zhiti (Albanien)